# Ех, кад би ти рекла ми, волим те
Ех, кад би ти рекла ми, волим те је седми албум Халида Бешлића. Издат је 1987. године. Издавачка кућа је Југотон.

## Песме
1. Зар си могла љубит’ њега
2. Ех, кад би ти...
3. Хеј, зоро, не свани (Пут ме зове)
4. Гитара и чаша вина
5. У пламену једне ватре
6. Сребрни мјесец
7. Времена се мијењају
8. Не дирај ми њу